# Иваново-Шамшевское сельское поселение
Иваново-Шамшевское сельское поселение — муниципальное образование в Кагальницком районе Ростовской области.
Административный центр поселения — село Васильево-Шамшево.

## История
На месте нынешнего селения в свое время жила династия Шамшевых. Начало роду положил Генерал — майор Шамшев Карп Иванович, участник Отечественной войны 1812 года. Его сын, Шамшев Иван Карпович, генерал-майор, участник заграничных походов I8I3-1814 годов. Генералам полагалась земля по 1500 десятин. Так была ему выделена земля на Донской земле. Последний Шамшев Иван Иванович, генерал адъютант и генерал от кавалерии, участник русско-турецкой войны 1877 — I878 годов.
После смерти Шамшева Ивана Ивановича его два сына: Иван Иванович и Василий Иванович разделили между собой земли. Одна часть, которая находилась во владении Ивана Ивановича стала называться Иваново-Шамшево. Другая часть, которая находилась во владении Василия Ивановича стала называться Васильево-Шамшево. Такова история названия села.
На территории усадьбы генерала Шамшева были построены: хозяйский дом, у входа которого стоял большой стеклянный аквариум с золотыми рыбкам, церковь, в которой проходила как праздничная, так и повседневная служба. Церковь увенчивалась золоченым куполом с крестом. Вокруг церкви находились захоронения почетных людей села. Здесь же был именной склеп семьи Шамшевых из белого мрамора, отделывался и изготавливался в Германии, так как жена генерала Шамшева была родом из Германии. Кусок мрамора от этого склепа с надписью и печатью изготовителя ныне хранится в школьном музее села.
В усадьбе работала начальная школа, за границей усадьбы был построен двухквартирный дом для учителей.
После Октябрьской революции в бывшем имении генерала Шамшева создана трудовая колония для детей — сирот гражданской войны, известная, как коммуна имени Евдокимова — названа по имени ее организатора. В 1926 году коммуна имени Евдокимова была реорганизована — в нее влились демобилизованные воины пятого Ростовского полка ОГПУ вместе с семьями.
В 1920-е годы в район селения ехали на жительство семьями из Украины, Калмыкии, казаки с Верхнего Дона, из перенаселенного соседнего села Ново-Батайск. Здесь переселенцы получали земельные наделы, строили курени, хаты, образуя многочисленные хутора. Так образовался хутор Черниговка из переселенцев с Украины из Черниговской губернии. Хутор Середа населенный казаками с Верхнего Дона, принял имя командира полка матроса Алексея Середы, погибшего в бою с белоказаками на земле этого хутора. Хутор Дружный назван в дружбы с переселенцами из Ново-Батайска. Хутор Кут получил имя за свое географическое положение. Он расположен в угловом стыке реки и поселения. Всего хуторов на территории нашего села Васильево-Шамшево восемнадцать.
В период коллективизации в 1929 году здесь был создан колхоз «Коммунар». На базе соседних сел и хуторов было еще четыре колхоза «Новая жизни», колхоз имени А. Середы, имени Станина, «Вперед к коммунизму».
В 1950-х годах все местные колхозы были объединены в колхоз «Вперед к коммунизму», его первым председателем был Собеля Яков Харитонович.

## Административное устройство
В состав Иваново-Шамшевского сельского поселения входят:
- село Васильево-Шамшево(487чел.)
- хутор Дружный
- село Иваново-Шамшево(353чел.)
- хутор Кагальничек
- хутор Кут
- хутор Лугань
- хутор Песчаный Брод
- хутор Свой Труд
- хутор Середин
- хутор Тимошенко
- хутор Фёдоровка
- хутор Черниговский

## Население
| 2010  | 2012  | 2013  | 2014  | 2015  | 2016  | 2017  |
| ----- | ----- | ----- | ----- | ----- | ----- | ----- |
| 1969  | ↘1932 | ↘1879 | ↘1817 | ↘1778 | ↘1736 | ↘1696 |
| 2018  | 2019  | 2020  | 2021  |       |       |       |
| ↘1667 | ↘1636 | ↘1596 | ↘1577 |       |       |       |

## Достопримечательности
- Военно-исторический школьный музей.